# Henri Bonnart
Pour les articles homonymes, voir Bonnart.
Henri II Bonnart (1642-1711) est un peintre, graveur, éditeur et marchand d'estampes français.

## Biographie

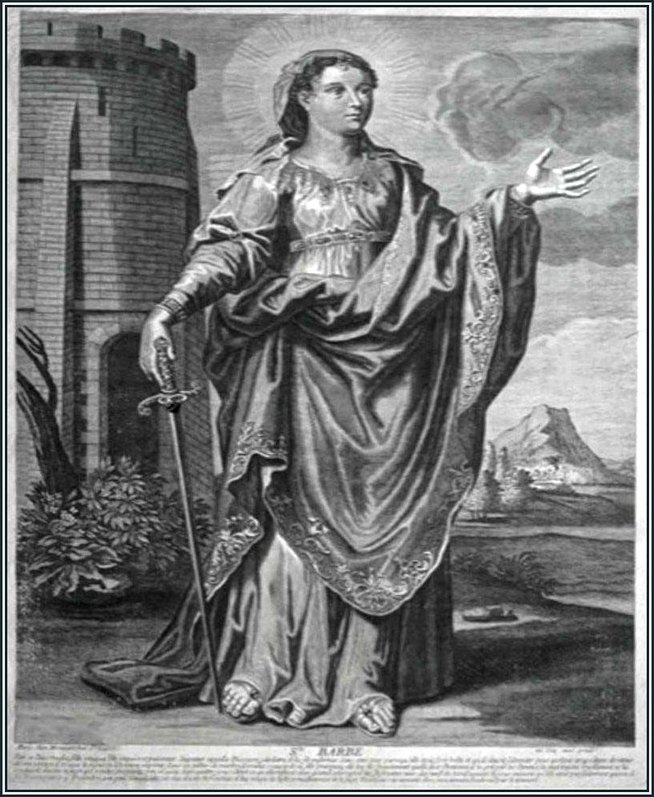
Sainte Barbe, 1690.

Fils de l'imprimeur en taille-douce Henri Ier Bonnart et de son épouse Marguerite Martin, il est le frère de Nicolas Ier, Robert et Jean-Baptiste Bonnart.
Reçu à l'académie de Saint-Luc comme peintre le 17 avril 1671, il exerce toutefois comme graveur et marchand d'estampes, tout d'abord dans la boutique de ses parents, puis à son compte, à son enseigne du Coq, rue  Saint-Jacques, à Paris.
Il publie des estampes très variées, dont il est parfois le dessinateur et le graveur, d'autres fois simplement l'éditeur, parmi lesquelles se trouvent des thèses, almanachs, images de confrérie, caricatures ou paysages.
Comme son frère aîné Nicolas Ier, il est surtout connu pour les gravures de mode qu'il publie en grande quantité à partir des années 1680. Il est d'ailleurs probablement l'inventeur du portrait en mode et inscrit à partir des années 1690 sur ses plaques le slogan, appelé à une grande fortune : « Tous les Portraits de la Cour et autres se vendent à Paris Chez H.Bonnart ».
Si son œuvre de peintre demeure totalement inconnu, quelques feuilles préparatoires à des estampes, conservées principalement à la Bibliothèque nationale de France, témoignent de ses qualités de dessinateur.
Après sa mort, son fils Jean-Baptiste-Henri reprend son commerce au Coq.